# Potez 29
Le Potez 29  est un biplan monomoteur français conçu en 1926.

## Historique
Le Potez 29 est conçu par la société des Aéroplanes Henry Potez. Il s'agit d'une version modifiée du Potez 25, destinée au transport civil et militaire.
La transformation porte sur le fuselage, capable d'accueillir deux pilotes et cinq passagers dans une cabine. L'aile, les empennages, le train d'atterrissage, le bâti-moteur et le groupe propulseur sont conservés. Onze versions sont connues dont les premiers exemplaires sont vendus à la compagnie nationale yougoslave Aeroput. L'avion équipe ensuite l'Aéropostale, la CNIDA ou Compagnie internationale de navigation aérienne, la LARES (Liniile Aeriene Romane Exploatate de Statul) et pour la majorité de la production l'Aéronautique militaire française. Il sert dans les colonies françaises et chaque escadrille de Potez 25 dispose d'au moins un de ces appareils. Ces derniers remplissent des missions de service public auprès des populations civiles et de soutien sanitaire et logistique auprès des militaires jusqu'après 1945.

## Variantes
- 29.1 : prototype, Lorraine-Dietrich 12 Eb et Gnome et Rhône 9 Ady
- 29.2 : version commerciale, Lorraine-Dietrich 12 Eb, fuselage allongé
- 29.3 : version de raid à réservoir de 1800 l, Lorraine-Dietrich 14 Ac
- 29.4 : version commerciale, Gnome et Rhône 9 Ad
- 29.5 : version commerciale, Gnome et Rhône 9 Ad
- 29.6 : version photographique, Gnome et Rhône 9 Ad
- 29.7 : version commerciale, Lorraine-Dietrich 12 Eb
- 29.8 : prototype, Renault 12 Jb
- 29.9 : indéfini
- 29.10 : version militaire, Lorraine-Dietrich 12 Eb
- 29.11 : prototype, version 29.8 à moteur Salmson 18 Ab

## Utilisateurs
- France :
  - Potez : quatre prototypes des versions 29.1, 29.8 et 29.11.
  - Gouvernement français : un exemplaire du Potez 29.2.
  - Aéronautique militaire puis Armée de l'air : version 29.10 d'évacuation sanitaire pour trois patients alités, produite à environ 120 exemplaires. L'avion équipe les escadrilles d'Algérie, de Madagascar, de Djibouti, d'Afrique-Équatoriale française[3], d'Afrique-Occidentale française[4] et d'Indochine[5]. Lors de la "Croisière Noire" en 1933, vingt-huit Potez 25 TOE aux ordres du général Vuillemin effectuent 28 000 km en Afrique, d'Istres à travers le Sahara, vers Dakar, Bangui et retour au Bourget[6]. Ils sont accompagnés par un Potez 29 de Dakar à Gao, qui explore le massif de l'Aïr et regagne Dakar après un périple de 11 000 km [7]. Pendant les tensions sur le territoire du Tibesti jouxtant la Libye italienne, de 1938 à 1940, le Potez 29 appuie les Potez 25 TOE au cours des missions d'exploration, de création des bases de Birkou (Niger), Faya-Largeau (Tchad) et d'établissement de terrains de secours [8].
  - Forces françaises aériennes libres :  des liaisons et de l'appui sanitaire sont réalisées par les Forces Françaises libres en Afrique et au Moyen-Orient [9].
  - Armée de Vichy : des missions de liaisons et d'appui sanitaire sont assurées au profit des groupes de Potez 25 TOE en Indochine [5], à Madagascar [10] et en Syrie [11]. Deux appareils exécutent des  missions de ravitaillement des populations à Djibouti[12].
  - Compagnie générale aéropostale : un appareil de la version 29.2 est utilisé en Amérique du Sud pour les missions de liaison. Jean Mermoz rapatrie Henri Guillaumet sur cet avion de San Carlos à Buenos-Aires, après l'accident de ce dernier dans les Andes en juin 1930.
  - CNIDA : versions 29.2, 29.4 et 29.5, utilisées entre la France et l'Europe de l'Est
  - Opérateur privé : un Potez 29.3 est utilisé par le pilote Pelletier-Doisy, qui relie Paris à Akyab (9 300 km) du 8 au 15 mai 1928.

- Argentine : exemplaire de l'Aéropostale revendu dans ce pays

- Roumanie :
  - LARES : la CNIDA revend quatre exemplaires à cette compagnie aérienne.
  - version 29.7 dont aucune trace n'existe dans ce pays.

- Suisse : version 29.6 équipée de matériel photographique, construite sur demande de ce pays.

- Yougoslavie : six exemplaires de la version 29.2 sont prises en compte par la compagnie aérienne Aeroput. La Compagnie de navigation aérienne de Belgrade utilisera également le Potez 29 à moteur de 450 chevaux sur sa ligne Paris - Belgrade[13].